# Cyrtanthus leucanthus
Cyrtanthus leucanthus là một loài thực vật có hoa trong họ Amaryllidaceae. Loài này được Schltr. mô tả khoa học đầu tiên năm 1897.